# Tetracoccosporium paxianum
Tetracoccosporium paxianum är en svampart som beskrevs av Szabó 1905. Tetracoccosporium paxianum ingår i släktet Tetracoccosporium, divisionen sporsäcksvampar och riket svampar.   Inga underarter finns listade i Catalogue of Life.